# The Long Play
The Long Play – debiutancki album niemieckiej piosenkarki Sandry wydany w 1985 roku przez Virgin Records. Płyta osiągnęła sukces komercyjny i zawierała jedne z największych przebojów Sandry, „(I’ll Never Be) Maria Magdalena” oraz „In the Heat of the Night”.

## Ogólne informacje
Większość kompozycji z albumu napisali Michael Cretu, Hubert Kemmler, Klaus Hirschburger i Markus Löhr. Cały materiał zaaranżował i wyprodukował Michael Cretu. Piosenki były utrzymane w stylistyce tanecznego popu, bardzo charakterystycznego dla lat 80.
Płyta została poprzedzona dwoma singlami: „(I’ll Never Be) Maria Magdalena” w marcu 1985 oraz „In the Heat of the Night” w listopadzie 1985, które okazały się wielkimi przebojami. Kilka miesięcy po premierze płyty na singlu ukazał się też utwór „Little Girl”. Album stał się sporym sukcesem komercyjnym, docierając do top 10 list sprzedaży w Finlandii, Szwecji, Norwegii i Szwajcarii. Uplasował się też na 17. miejscu ogólnoeuropejskiej listy sprzedaży.

## Lista utworów
Strona A
1. „In the Heat of the Night” – 5:20
2. „On the Tray (Seven Years)” – 3:45
3. „Little Girl” – 3:11
4. „You and I” – 6:44

Strona B
1. „(I’ll Never Be) Maria Magdalena” – 5:55
2. „Heartbeat (That's Emotion)” – 4:53
3. „Sisters and Brothers” – 3:23
4. „Change Your Mind” – 4:04

## Pozycje na listach
| Kraj i lista                | Pozycja |
| --------------------------- | ------- |
| Austria                     | 18      |
| Finlandia                   | 1       |
| Holandia (MegaCharts)       | 43      |
| Niemcy (Media Control)      | 12      |
| Norwegia (VG-lista)         | 8       |
| Szwajcaria (Alben Top 100)  | 4       |
| Szwecja (Sverigetopplistan) | 2       |

## Certyfikaty
| Kraj                          | Certyfikat      |
| ----------------------------- | --------------- |
| Finlandia (Musiikkituottajat) | platynowa płyta |
| Francja (SNEP)                | złota płyta     |
| Niemcy (BVMI)                 | złota płyta     |